# Закон Юма
Пробле́ма «є — пови́нно» (Зако́н Ю́ма або «Гільйоти́на Ю́ма»)— принцип, який стверджує неможливість переходу від суджень зі зв'язкою «є» (описових) до суджень зі зв'язкою «повинен» (що містять наказ) лише на підставі логіки. Названий на честь шотландського філософа Девіда Юма, що відзначив необачність спроб сучасників вивести моральні норми від знань про суще.

## Походження
Юм вперше описав цей принцип у III книзі (I частина, I розділ) «Трактату про людську природу» (1739 р.):
Я помітив, що в кожній етичній теорії, з якою мені досі доводилося зустрічатися, автор протягом деякого часу міркує звичайним чином, встановлює існування Бога або викладає свої спостереження щодо справ людських; і раптом я, на свій подив, помітив, що замість звичайної зв'язки, вживаної в пропозиціях, а саме «є» або «не є», не зустрічаю жодної пропозиції, в якому не було б в якості зв'язки «повинно» або «не повинно». Ця підміна відбувається непомітно, але все-таки вона надзвичайно важлива. Раз це «повинно» або «не повинно» висловлює деяке нове ставлення або твердження, останнє необхідно  взяти до уваги і пояснити, і водночас повинна бути зазначена підстава того, що здається зовсім незрозумілим, а саме того, яким чином це нове ставлення може бути дедукцією з інших, абсолютно відмінних від нього.

## Вплив
Велика увага до цього твердження з'явилась з початку XX століття, як з боку філософів, так і логіків, і теоретиків права. Зокрема, за його допомогою А. Пуанкаре вказував на марність спроб наукового обґрунтування моралі, а Поппер надавав цьому принципу важливе значення в зв'язку з доктриною «автономії моралі» і лібералізмом. Згодом ця теза стала однією з найважливіших для аналітичної філософії в галузі метаетики. Принцип не уникнув критики за надто категоричний поділ «світу цінностей» і «світу фактів», руйнівний для традиційної етики, з чим пов'язана друга назва «гільйотина Юма», дана Максом Блеком. Було здійснено багато спроб поставити під сумнів принцип, але загальновизнаного спростування запропоновано досі не було.

## Значення для філософії
Принцип має загальнофілософське значення, будучи так чи інакше пов'язаний з етикою, і з епістемологією, і з онтологією.

### Значення для етики
Принципу Юма часто відводять центральну роль у справі побудови наук, що намагаються обґрунтовувати деякі норми та цінності (мораль). Часом навіть зустрічається твердження, що можливе лише спостереження морального життя, але ніяк не її кодифікація, внаслідок чого всі системи етики рівноправні, бо однаково не спираються на факти. Однак, слід зазначити, що хоча принцип і вказує на автономію етики від природничо-наукових дисциплін, в тому числі і від фізіології, це не дозволяє зробити висновок про повну відсутність зв'язку між областями їх досліджень.

### Значення для гносеології
Принцип наочно ілюструє, що достовірність загальних положень може не мати можливості бути виведеною з фактів строго логічно. Часткове вирішення цього парадоксу було здійснено ще Кантом, який говорив про існування синтетичних суджень апріорі. Однак, була позначена проблема передачі істинності від фактів до загальних положень. І якщо в філософії науки для цих цілей була запропонована верифікація, то в етиці такого більш-менш однозначного принципу розроблено досі не було.
Принцип може бути епістемологічно розглянуто в рамках фундаментальніших положень, які стверджують принципову несумісність функцій описових та рекомендаційних тверджень. Позаяк опис має на меті узгодити слова до світу, а рекомендація — світ словами, то вони протилежні, отже, їх не можна один до одного звести.

### Значення для онтології
На думку В. Т. Касавина, принцип базується на скептичному визнання обмеженості нашого знання і на платонівської метафізики, що передбачає відокремлене існування «світу ідей» від «світу речей». Таким чином, «неспростовність» цієї тези може бути безпосередньо пов'язана з онтологічної справжністю подібного поділу світів.

## См. також
- Деонтична логіка